# Rhacochelifer melanopygus
Rhacochelifer melanopygus är en spindeldjursart som först beskrevs av Vladimir V. Redikorzev 1949.  Rhacochelifer melanopygus ingår i släktet Rhacochelifer och familjen tvåögonklokrypare. Inga underarter finns listade i Catalogue of Life.